# Thalamy
Thalamy település Franciaországban, Corrèze megyében. Lakosainak száma 104 fő (2022. január 1.). Thalamy Monestier-Port-Dieu, Confolent-Port-Dieu, Saint-Bonnet-près-Bort, Saint-Étienne-aux-Clos és Sarroux-Saint Julien községekkel határos.

## Népesség
A település népessége az elmúlt években az alábbi módon változott:
| Lakosok száma | 128  | 98   | 92   | 76   | 105  | 98   | 97   | 98   | 103  | 104  |
|               | 1968 | 1982 | 1990 | 2006 | 2013 | 2015 | 2017 | 2019 | 2020 | 2022 |